# Galvanismus

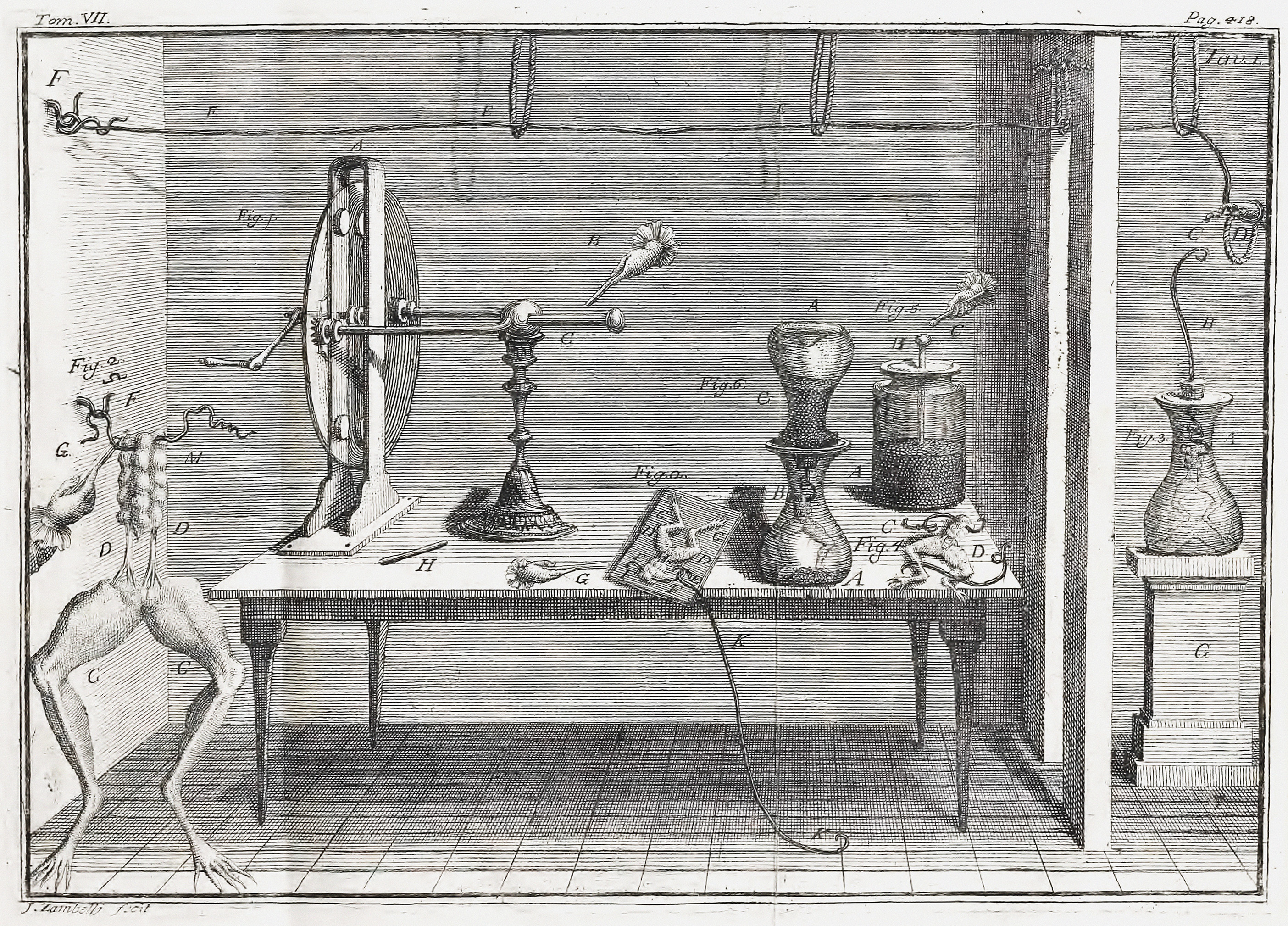
Froschschenkel-Experiment aus Galvanis De viribus electricitatis in motu musculari

Galvanismus ist eine historische Bezeichnung für Muskelkontraktionen durch elektrischen Strom. Das von Luigi Galvani entdeckte Phänomen führte zur Herausbildung der modernen Elektrophysiologie. Der Galvanismus galt im ausgehenden 18. Jahrhundert als biologische Grundlagendisziplin, in der Naturphilosophie wurde Elektrizität häufig als zentrales Merkmal des Lebens betrachtet. So zogen etwa Alexander von Humboldt und Johann Wilhelm Ritter um 1797/1798 den Galvanismus zur Erklärung des Lebens heran.

## Galvanis Konzept der Tierelektrizität

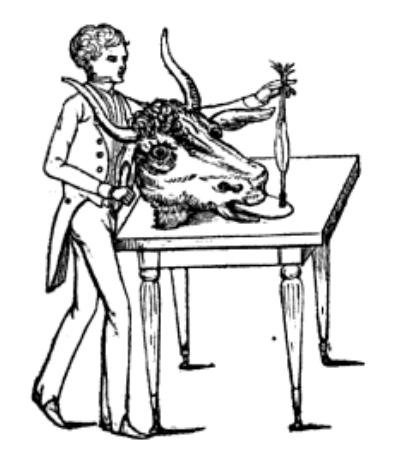
Giovanni Aldinis „Ochsenbatterie“

Am 6. November 1780 entdeckte der italienische Arzt und Anatom Luigi Galvani durch Zufall die Kontraktion präparierter Froschschenkel unter dem Einfluss von statischer Elektrizität. Diese Entdeckung löste in den kommenden Jahrzehnten eine intensive Debatte aus, der Forschungszweig wurde von Alessandro Volta nach Galvani „Galvanismus“ genannt. Galvani selbst bezog sich auf das Phänomen als so genannte „Tierelektrizität“ und glaubte, dass er eine distinkte Form von Elektrizität entdeckt hatte. Er ging also davon aus, dass das Metall eine im Gewebe vorhandene, spezifische Tierenergie freisetze. Volta hingegen behauptete, dass die Bewegungen durch Kontakt mit Metallen anstatt durch eine dem Schenkel innewohnende Elektrizität verursacht würden. Es gebe nur eine Form von Elektrizität und das Metall elektrisiere die Froschschenkel. Auch wenn sich Voltas Erklärung später bestätigte, blieb die Idee einer Tierelektrizität über Jahrzehnte populär und wurde etwa von Galvanis Neffen Giovanni Aldini intensiv verteidigt.
Die galvanische Forschung wurde durch die 1745 oder 1746 erfundene Leydener Flasche möglich gemacht, die erste Bauform eines Kondensators. In Tierversuchen wurden mit Hilfe der Flasche und eines Messingdrahtes Verbindungen zwischen den Nerven hergestellt, die Muskelkontraktionen verursachten. Nahezu zeitgleich hatten Ewald Georg von Kleist und Pieter van Musschenbroek Varianten der Leydener Flasche entwickelt, die einen recht einfachen Aufbau hat: Eine häufig mit Flüssigkeit gefüllte und Metall ummantelte Flasche dient als Energiespeicher und kann etwa an eine Elektrisiermaschine angeschlossen werden. Durch die Entladung der Flasche können Stromstöße verursacht und auch experimentelle Reizungen von präparierten Muskeln vorgenommen werden.

## Elektrische Organe

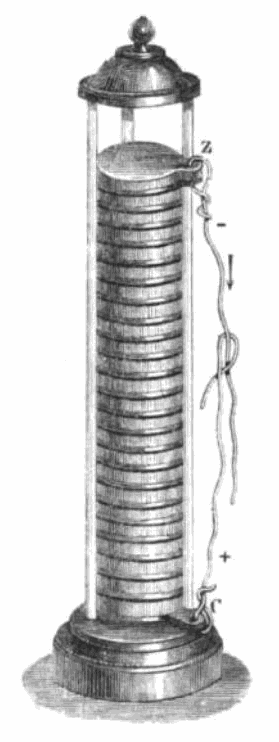
Voltasche Säule, Zeichnung aus Adolphe Ganot Elementary Treatise on Physics: Experimental and Applied 1893

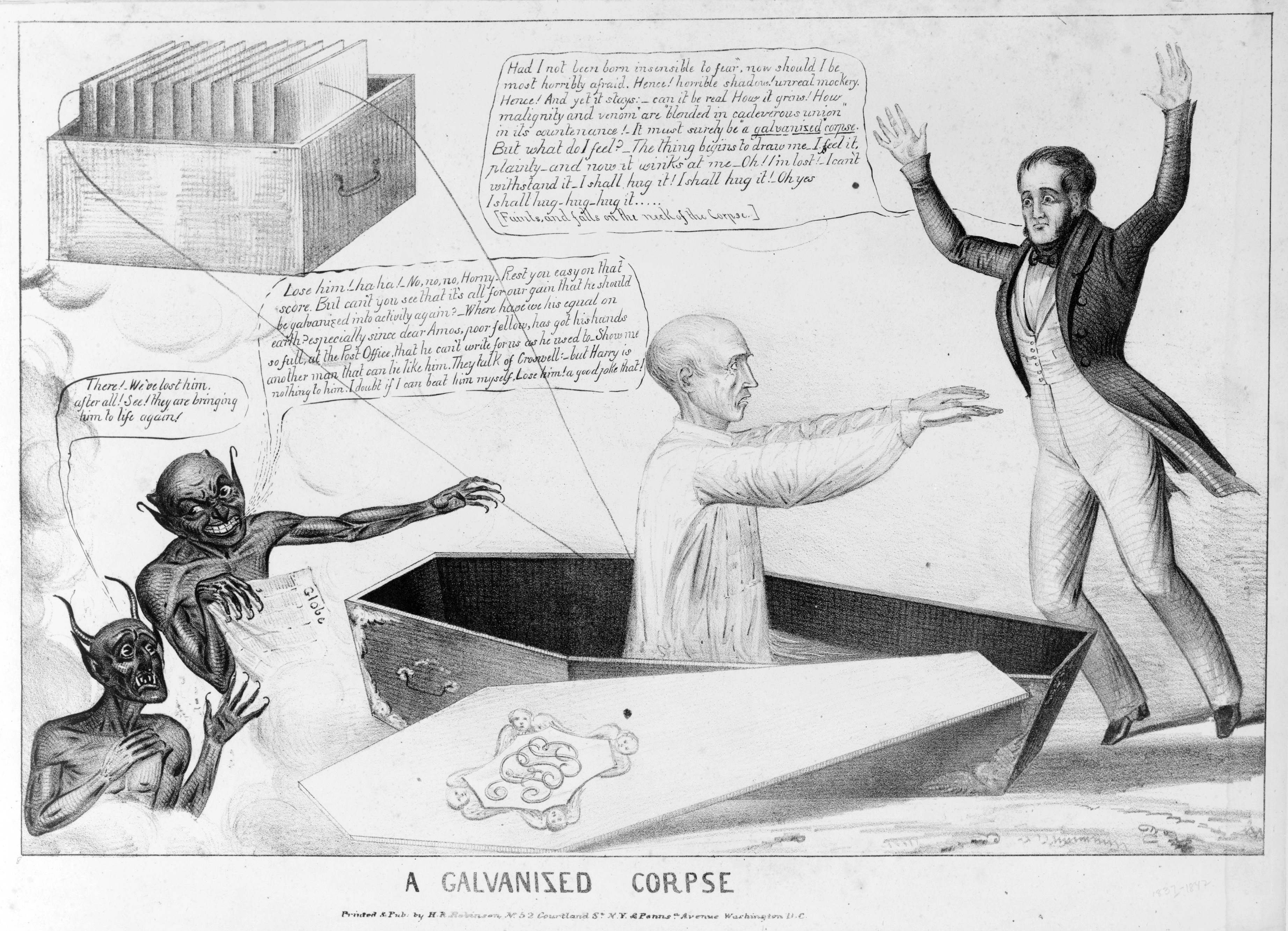
Zeitgenössische Karikatur einer galvanisierten Leiche

Die galvanischen Experimente führten ebenfalls zu der stärkeren Beachtung bereits bekannter Tatsachen, wie der Fähigkeit von einigen Fischen, sich elektrisch zu entladen (Elektroplax). Bereits 1773 hatte John Walsh Untersuchungen an Zitteraalen und Zitterrochen vorgenommen und war zu dem Ergebnis gekommen, dass derartige Fische Elektrizität nicht nur speichern, sondern selbst hervorbringen. Am bekanntesten ist in diesem Kontext Alexander von Humboldts Erforschung der Zitteraale während seines Aufenthalts im heutigen Venezuela im Februar 1800. In seinen Reiseberichten schreibt Humboldt: „Die schwärzlich und gelb gefärbten Wasserschlangen gleichenden Aale schwimmen auf der Wasserfläche hin und drängen sich unter dem Bauch der Pferde und Maultiere […] Betäubt vom Lärm verteidigen sie sich durch wiederholte Schläge ihrer elektrischen Batterien […] Ich erinnere mich nicht, je durch die Entladung einer großen Leidner Flasche eine so furchtbare Erschütterung erlitten zu haben wie die, als ich unvorsichtiger Weise beide Füße auf einen Gymnotus setzte, der eben aus dem Wasser gezogen war. Ich empfand den ganzen Tag heftigen Schmerz in den Knien und fast in allen Gelenken.“
Erkenntnisse über die Fähigkeiten von Fischen galten Galvani als wesentlicher Beleg für die Existenz einer spezifischen Tierelektrizität. Andererseits beschreibt Volta in den Transactions of the Royal Society aus dem Jahre 1800 die Ähnlichkeit zwischen der von ihm entwickelten Voltaschen Säule und dem „natürlichen elektrischen Organ des Zitterrochens und Zitteraals“. Die Voltasche Säule löste nicht nur die Leydener Flasche zunehmend in der experimentellen Praxis ab, sie wurde zudem von Volta als Argument gegen eine eigenständige Tierelektrizität präsentiert. Hier ist ebenfalls Johann Wilhelm Ritter zu nennen, der ab Ende des 18. Jahrhunderts mit grundlegenden Experimenten und Entdeckungen auf diesem Gebiet tätig war und wie Alexander von Humboldt den Galvanismus 1797/1798 zur Erklärung des Lebens heranzog. Seine „Rittersäule“ ist die Erfindung des Akkus, mit welcher er exzessiv experimentiert hat; nicht zuletzt am eigenen Leib und auf Kosten seines Lebens.
Unabhängig von der Frage nach einer eigenständigen Tierelektrizität warfen die elektrische Reizbarkeit von Muskeln und die elektrischen Fähigkeiten von einigen Fischen die Frage nach der Bedeutung von Elektrizität für Organismen auf. Viele Biologen und Naturphilosophen des ausgehenden 18. und beginnenden 19. Jahrhunderts betrachteten die Elektrizität als zentrales Merkmal, das Lebewesen von unbelebter Materie unterscheide.

## Forschung an Hingerichteten
Nach dem Biologiehistoriker Michael Hagner wurde die Konjunktur galvanischer Experimente wesentlich durch die Etablierung der Guillotine während der Französischen Revolution beeinflusst. Die Guillotine löste eine Debatte aus, da unklar war, ob der abgetrennte Kopf noch zu Bewusstsein und Schmerzempfinden fähig sei. Joseph-Ignace Guillotin hatte erklärt: „Mit meiner Erfindung schlage ich Ihnen in einem Augenblick den Kopf ab, ohne daß sie dabei leiden.“ Die galvanische Forschung schien nicht nur einen experimentellen Zugang zu diesem Thema zu erlauben, sondern weckte ebenfalls Zweifel an Guillotins Behauptung.
So heißt es in einem Bericht zur Untersuchung von Hingerichteten aus Mainz im Jahre 1803: Die „Hirnhälften [wurden] bis zum größten Umkreise des Marks weggenommen. Die negative Kette wurde auf die eine, die positive auf die andere Hirnhälfte angebracht, und die große Flasche entladen. Auf die ersten Schläge entstanden starke Bewegungen in den Muskeln der Nase, des Mundes und der Backen. Auf die folgenden Schläge sah man mehrmals Bewegungen in den Muskeln des ganzen Gesichts.“
Derartige Beobachtungen warfen nicht nur naturphilosophische und biologische Fragen auf, sie wurden ebenfalls in der Öffentlichkeit kontrovers diskutiert. 1803 wurden galvanische Experimente an Hingerichteten auf Veranlassung von Friedrich Wilhelm III. in Preußen weitgehend verboten. Auch Ärzte bedienten sich des Galvanismus bei der Todesfeststellung mit elektrischen Mitteln. 1819 veröffentlichte Mary Shelley ihren Roman Frankenstein, der von der Erzeugung eines künstlichen Menschen handelt. Im Vorwort zur dritten Auflage von Frankenstein heißt es: „Einen Leichnam könnte man vielleicht wiederbeleben, dafür gäbe es Beispiele aus galvanischen Versuchen; vielleicht könnten auch die passenden Einzelteile eines Lebewesens zusammengesetzt und mit der Wärme des Lebens versehen werden.“
Schließlich wurden zunehmend moralische Bedenken gegen diese galvanische Forschung geäußert. So erklärte Christoph Wilhelm Hufeland, dass die Reizung eines enthaupteten Kopfs vermutlich zu Empfindungen, Bewusstsein und Schmerzen führe. Es sei unmoralisch und ungesetzlich, einen Menschen nach seinem Tode auf eine solche Weise zu martern. Derartige Ansichten führten zu einer zunehmenden Kritik der Praxis des Guillotinierens, für eine „humane Hinrichtung“ sei eine schnelle Zerstörung des Gehirns notwendig, da nur so lang anhaltende Schmerzen vermieden werden könnten.

## Naturphilosophische Interpretation
Eine zentrale Frage der Naturphilosophie des 18. und 19. Jahrhunderts betraf die Natur des Lebens. Während mechanizistische Theorien die Ansicht vertraten, dass sich die Funktion biologischer Organismen aus allgemeinen physikalischen Gesetzen ergebe, postulierten Vitalisten eine häufig als immateriell gedachte Lebenskraft, die Lebewesen von anorganischer Materie trennen sollte. In den 1790er Jahren mühte sich Alexander von Humboldt in tausenden von galvanischen und anatomischen Experimenten an dieser Frage ab und verarbeitete seine widersprüchlichen Ergebnisse in einer literarischen Erzählung (Die Lebenskraft oder der Rhodische Genius), die 1795 in Friedrich Schillers Horen erschien.
Die galvanischen Experimente führten in der frühromantischen Naturphilosophie dazu, dass die Elektrizität als Lebenskraft postuliert wurde. Ein solcher Ansatz war zwar durch seine romantische Ausgestaltung weit von einem klassischen Mechanizismus entfernt, war jedoch zugleich auf einen organischen Materialismus festgelegt, der Leben und Geist nicht mehr prinzipiell von materiellen Prozessen unterschied. So erklärte etwa Johann Jacob Wagner (1775–1841), dass „jeder Gedanke als galvanischer Prozeß erscheine, und damit auch vom Materiellen prinzipiell nicht mehr zu unterscheiden sey.“ Die frühromantische Idee einer organischen Einheit von Natur, Körper und Geist bei gleichzeitiger Abgrenzung vom Mechanizismus wird von Dietrich von Engelhart als „Spiritualisierung der Natur und Naturalisierung des Menschen“ beschrieben.
In der romantischen Naturphilosophie konnte sich dieser Ansatz jedoch nicht durchsetzen und schon bei Philipp Franz Walther und Joseph Görres wird zu Beginn des 19. Jahrhunderts wieder das Primat einer immateriellen Seele über die Materie postuliert. Dennoch hatte die Elektrophysiologie in der Mitte des 19. Jahrhunderts einen entscheidenden Anteil am Untergang des klassischen Vitalismus. Während noch Johannes Müller ein Vertreter der klassischen Lebenskrafthypothese war, lehnten seine Schüler Emil Heinrich Du Bois-Reymond, Hermann Helmholtz und Carl Ludwig den Vitalismus grundsätzlich ab. Für das Verschwinden des traditionellen Vitalismus gab es verschiedene Gründe, darunter die erstmalige Synthese eines organischen Stoffs (Harnstoff) durch Friedrich Wöhler, Helmholtz’ Formulierung des Energieerhaltungssatzes, die Evolutionstheorie und auch die neuen Ergebnisse der Elektrophysiologie.
Allerdings führte die Ablehnung des Vitalismus nicht allgemein in einen Reduktionismus, der eine Zurückführung des Geistes auf den Körper forderte. Insbesondere du Bois-Reymond wandte sich mit seinem Ignoramus et ignorabimus gegen entsprechende Versuche, die im Materialismusstreit von Carl Vogt, Ludwig Büchner und Jakob Moleschott durchgeführt wurden. Die neuen Erkenntnisse der Biologie im Allgemeinen und der Elektrophysiologie im Speziellen führten im ausgehenden 19. Jahrhundert zum erbittert geführten Welträtselstreit um die Grenzen naturwissenschaftlicher Erklärbarkeit.

## Entwicklung der Elektrophysiologie

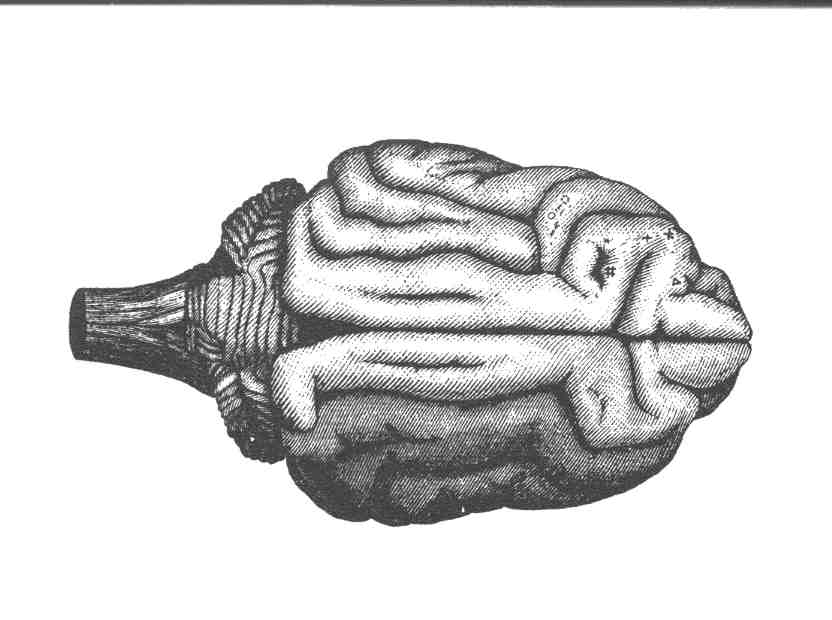
Darstellung der motorischen Zentren im Hundegehirn, einzelne Regionen durch Hitzig und Fritsch markiert

Zu einer Wiederbelebung galvanischer Gedanken kam es Mitte des 19. Jahrhunderts durch die beginnende, experimentelle Elektrophysiologie. So erklärte du Bois-Reymond: „Es ist mir, wenn mich nicht alles täuscht, gelungen, den hundertjährigen Traum der Physiker und Physiologen von der Einheit des Nervensystems und der Elektrizität, wenn auch in etwas abgeänderter Gestalt, zu lebensvoller Wirklichkeit zu erwecken.“ Durch verbesserte Methoden der Reizung und neue Messinstrumente gelang du Bois-Reymond der Nachweis elektrischer Stromschwankungen bei Muskelkontraktion.
Grundlagen für das Verständnis von Zusammenhängen zwischen elektrischer Nervenleitfähigkeit und Muskelerregbarkeit schufen Eduard Pflüger und Hans E. Piper. Einen weiteren Schub bekam die elektrophysiologische Forschung durch die Beschreibung der elektrischen Erregbarkeit des Großhirns durch Eduard Hitzig und Gustav Fritsch. Lange Zeit galt das Gehirn als nicht reizbar, so hatte etwa Humboldt enttäuscht festgestellt, dass Reizungen des Gehirns zu keinen messbaren Wirkungen führten. 1870 beschrieben Hitzig und Fritsch jedoch, dass „man bei der Durchleitung gewisser galvanischer Ströme durch den hinteren Teil des Kopfes mit Leichtigkeit Bewegungen der Augen erhält, die ihrer Natur nach nur durch direkte Reizung zerebraler Zentren ausgelöst sein können.“ Mittels Vivisektion erforschten Hitzig und Fritsch die motorischen Zentren des Hundes. Sie öffneten den Schädel und reizten Teile der Großhirns. Dabei zeigte sich, dass die Reizung bestimmter Regionen die Bewegung verschiedener Extremitäten verursachte und eine kleine räumliche Verschiebung des Reizes eine Veränderung der Bewegung mit sich brachte.
Auf der Basis dieser Beobachtungen entwickelten Hitzig und Fritsch erstmals eine Darstellung der motorischen Zentren im Gehirn (siehe Abbildung). Dadurch ermöglichte der Galvanismus nicht nur die Entwicklung der Elektrophysiologie, sondern führte ebenfalls zur modernen Lokalisationsforschung der Neurowissenschaft.